# Carlos Villademoros
Carlos Gerónimo Villademoros (Cerro Largo, 1806 – Montevideo, 1 de febrero de 1853) fue un abogado, escritor, periodista y político del partido Blanco. Ocupó varias posiciones relevantes en las presidencias de Manuel Oribe, con quien colaboró estrechamente.

## Biografía
Nació en Cerro Largo y sus padres fueron la montevideana Jacinta Palomeque y Castellano y el militar de origen asturiano Ramón Antonio Villademoros Carbajal. Su familia gozó de buena posición social y su padrino fue Carlos Anaya. Quedó huérfano a corta edad, al fallecer su padre luchando en las filas de las Provincias Unidas del Río de la Plata en 1811.
Casado en primeras nupcias con Micaela Correa Angós y Pla y en segundas nupcias con Elisa Simona Maturana y Carbalho de Silva.
A partir de 1816 vivió y estudió en Montevideo donde obtuvo una beca y logró recibirse de abogado en Buenos Aires. En 1831 fue nombrado auditor de Guerra y de la Instancia en lo Civil. Por esa época comenzó a escribir en periódicos como El Defensor de las Leyes, El Eco Oriental y El Republicano. También empezó a publicar textos poéticos en forma de odas, églogas, letrillas, así como su obra de teatro Los Treinta y Tres. La misma junto a otros de sus textos fueron recogidos en la publicación El Parnaso Oriental.
En 1837 fue nombrado por Oribe como encargado de negocios en Brasil. Entre 1837 y 1838 se desempeñó como diputado por Montevideo en la 3.ª legislatura de la Cámara de Representantes. Asume el cargo de Ministro de Gobierno y de Relaciones Exteriores en 1838. A fines de ese año ofició de representante por el gobierno de las negociaciones de paz entabladas con Fructuoso Rivera. Cuando el gobierno electo cayó a manos de este último marchó con Oribe al exilio junto a quien permaneció durante la guerra contra los unitarios.
En la época del sitio de Montevideo fue nombrado Ministro de Gobierno y Relaciones Exteriores del Gobierno del Cerrito y posteriormente asumió también como Ministro de Guerra y Marina. Fue periodista de El Defensor de la Independencia Americana y frecuentemente se vio enfrentado con Bernardo P. Berro y Eduardo Acevedo los cuales representaban el sector más liberal del oribismo. Se retiró de la vida política al terminar la Guerra Grande, escribió sus memorias y vivió sus últimos años con ciertas dificultades económicas.